# Atlantic Airways

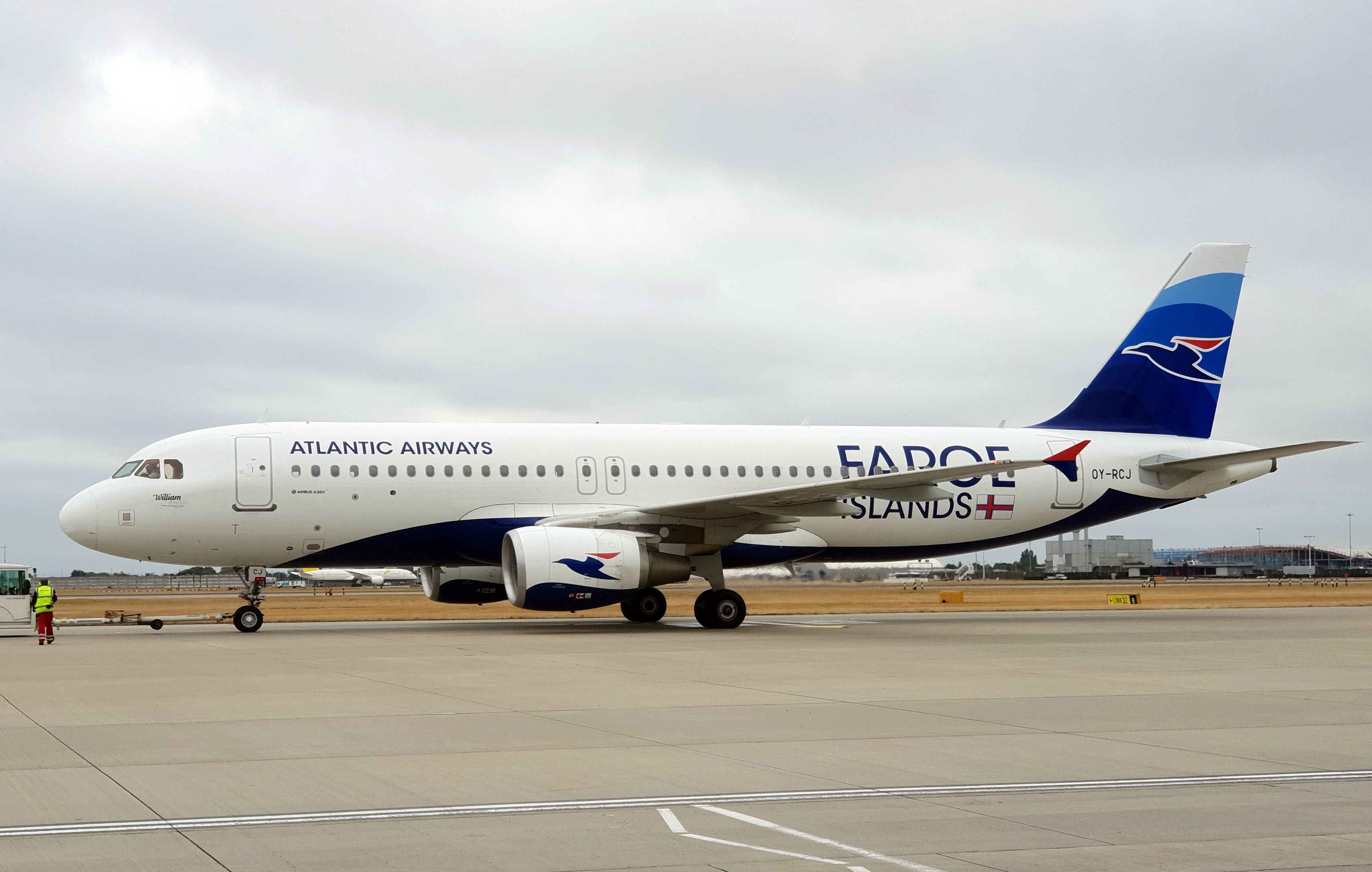
Một chiếc Airbus A320 mang tên hãng bay Atlantic Airways.

Atlantic Airways (tiếng Faroe: Atlantsflog, mã IATA: RC, mã ICAO: FLI) là hãng hàng không quốc gia của Quần đảo Faroe. Atlantic Airways được thành lập ngày 10.11.1987. Phi trường Vágar là căn cứ (hub) của Atlantic Airways . Atlantic Airways hiện có 10 máy bay (trong đó có 3 trực thăng) và 177 nhân viên.

## Lịch sử
- 10.11.1987 thành lập Atlantic Airways. Chính phủ tự trị Faroe có 51% và Cimber Air (Đan Mạch) 49% vốn. (Trước đó từ năm 1963 bắt đầu có tuyến bay thường xuyên giữa Quần đảo Faroe và Đan Mạch do hãng hàng không Maersk Air của Tập đoàn A.P.Moller-Maersk độc quyền đảm nhiệm)
- 28.3.1988 Atlantic Airways có chuyến bay đầu tiên từ phi trường Vágar tới Copenhagen bằng máy bay BAe 146 do hãng British Aerospace sản xuất.
- Năm 1989, chính phủ tự trị quần đảo Faroe mua lại cổ phần của Cimber Air và sở hữu toàn bộ hãng này.
- Đầu thập niên 1990 nền kinh tế của quần đảo Faroe suy thoái. Chính phủ tự trị phải tài trợ cho Atlantic Airways 75 triệu krone Đan Mạch.
- Năm 1994, hãng nhận 2 máy bay trực thăng từ Công ty SL Helicopters để mở các tuyến bay nội địa tới các đảo của quần đảo. (Trước đó - từ năm 1980 - do công ty SL Helicopters đảm nhiệm)
- Năm 1995 Atlantic Airways hợp tác với Air Iceland mở tuyến bay tới Reykjavík (Iceland) và Narsarsuaq (Greenland)
- Cuối thập niên 1990, hãng mở tuyến bay tới sân bay Billund (Đan Mạch), Aberdeen (Scotland) (1998)
- Năm 2000, Atlantic Airways mua máy bay BAe 146 thứ hai để mở tuyến bay tới London (Anh quốc) và Oslo (Na Uy). Cùng năm hãng cũng mở các tuyến bay tới sân bay Aalborg (Đan Mạch), Stavanger, Stord (Na Uy) và Edinburgh (Scotland)
- Năm 2006, hãng bãi bỏ tuyến bay tới Stord (Na Uy), Edinburgh (Scotland) và thay bằng tuyến bay từ Vágar tới Quần đảo Shetland và từ quần đảo Shetland tới London. Năm 2006 hãng có doanh số 520 triệu krone Đan Mạch
- Từ 10.12.2007, Atlantic Airways ghi danh ở thị trường chứng khoán Iceland. Chính phủ tự trị quần đảo Faroe quyết định tư nhân hóa hãng Atlantic Airways và đã bán 33% cổ phần, Chính phủ cũng dự định bán tiếp 33% cổ phần trong năm 2008 [2][3][4]
- Mùa hè năm 2008, hãng sẽ mở tuyến bay tới Stockholm (Thụy Điển)

## Đội máy bay
- 2 máy bay a319
- 1 máy bay a320
- 2 máy bay Avro RJ100
- 2 máy bay Avro RJ85
- 1 máy bay trực thăng Bell 212
- 1 máy bay trực thăng Bell 412EP
- 1 máy bay trực thăng Bell 412HP

## Các nơi đến
- Đan Mạch

- Copenhagen
- Sân bay Billund
- Sân bay Aalborg

- Iceland

- Reykjavík

- Na Uy

- Stavanger

- Greenland

- Narsarsuaq

- Anh quốc

- London

- Quần đảo Shetland

- sân bay Sumburgh

- Thụy Điển

- Stockholm

## Tai nạn
- Ngày 10.10.2006 lúc 7g35 (giờ địa phương), máy bay BAe 146-200A của hãng Atlantic Airways chở 12 khách (cùng 4 nhân viên phi hành) đã trượt khỏi đường băng ở sân bay Stord (Na Uy) do thắng hãm không có tác dụng, máy bay bị tai nạn khiến cho 3 hành khách người Na Uy và 1 tiếp viên người Faro bị tử nạn, 5 hành khách khác bị thương. (Chuyến bay này do công ty Aker Kværner thuê chở 12 nhân viên từ sân bay Stavanger qua sân bay Stord tới sân bay Molde).[5][6]